# Aage Dons
Aage Dons (* 19. August 1903 auf Svanholm bei Frederikssund; † 20. Oktober 1993) war ein dänischer Schriftsteller. 
Sein Vater war Gutspächter. Er wohnte in Hellerup. Dons schrieb Romane und übersetzte englische und amerikanische Literatur. Gegenstand seiner oft raffiniert konstruierten Werke war häufig die psychologische Analyse von Außenseiterfiguren. In seinen Romanen spürt er oft spannungsreich den Ursachen von triebhaften Konflikten der Akteure nach. Als einer seiner besten Romane gilt Den svundene Tid er ej forbi (Die vergangene Zeit ist nicht vorüber) aus dem Jahr 1950, ein Roman mit autobiografischen Zügen.

## Werke
- Den svundene Tid er ej forbi, Roman 1950
- Afskedsgaven, Roman 1952.
- Hvor er de nu, Roman 1972.
- Stenskoven, Novellen 1974.
- Uden at vide hvorhen, Autobiographie 1976

## Auszeichnungen
- 1953: De Gyldne Laurbær
- 1965: Literaturpreis Drachmannlegatet
- 1973: Dänischer Kritikerpreis für seinen Roman Nødstedt i natten